# Plynops minutus
Plynops minutus är en stekelart som beskrevs av Shaw 1996. Plynops minutus ingår i släktet Plynops och familjen bracksteklar. Inga underarter finns listade i Catalogue of Life.